# 蟠桃山
蟠桃山（peach mountain）以山体有一个酷似桃子的巨石而得名，被地质学家称为“中国第一天然石桃”，位于洛阳栾川县城西南10公里处蟠桃山风景区内，该景区可供游览面积达22平方公里。